# Dorothy Tyler-Odam
Dorothy Jennifer Beatrice Odam-Tyler, angleška atletinja, * 14. marec 1920, London, Anglija, † 25. september 2014.
Nastopila je na poletnih olimpijskih igrah v letih 1936, 1948, 1952 in 1956, v letih 1936 in 1948 je osvojila naslov olimpijske podprvakinje v skoku v višino. Na igrah britanskega imperija je osvojila dve zlati in srebrno medaljo. 29. maja 1939 je postavila svetovni rekord v skoku v višino z 1,66 m, ki je veljal do leta 1943.